# Плавна-Гурна
Плавна-Гурна (пол. Pławna Górna) — село в Польщі, у гміні Любомеж Львувецького повіту Нижньосілезького воєводства.
Населення — 486 осіб (2011).

## Демографія
Демографічна структура станом на 31 березня 2011 року:
|          | Загалом | Допрацездатний вік | Працездатний вік | Постпрацездатний вік |
| -------- | ------- | ------------------ | ---------------- | -------------------- |
| Чоловіки | 238     | 51                 | 172              | 15                   |
| Жінки    | 248     | 53                 | 150              | 45                   |
| Разом    | 486     | 104                | 322              | 60                   |